# Groenvoetvezelkop
De groenvoetvezelkop (Inocybe calamistrata) is een paddenstoel uit de familie Inocybaceae. Hij vormt ectomycorrhiza en komt voor bij els (Alnus).

## Kenmerken

### Uiterlijke kenmerken
Hoed
De hoed is heeft een diameter tot 5 cm. Het is gelijkmatig geschubd of naar buiten met aangrenzende vezels; jong ook gewoon viltig. De hoedkleur is licht tot middenbruin.
Lamellen
De lamellen zijn dicht, dun en breed, sinusvormig en adnate. Aanvankelijk witachtig of wasachtig, daarna okerbruin. De rand is lichter en ongelijkmatig
Steel
De steel heeft een lengte van 4 tot 6 cm en een dikte van 0,3 tot 0,5 mm. De vorm is cilindrisch of slechts licht verbreed aan de basis. Het is schilferig of zelfs vezelig, alleen boven berijpt. De kleur is bovenaan witachtig, verder bruin, aan de basis min of meer intense groenachtig blauwachtige tint.
Geur en smaak
Het ruikt vaak sterk visachtig, maar soms ook bijna zonder geur. De smaak is mild.

### Microscopische kenmerken
De sporen zijn ellipsvormig-boonvormig, glad en zonder knobbeltjes. De sporenmaat is 15 tot 18 µm. Cheilocystidia zijn cilindrisch, clavaat, ook golvend tot en hebben een lengte tot ca. 60 µm. 

## Verspreiding
De groenvoetvezelkop komt voor in Noord-Amerika, Europa, Australië, enkele Aziatische landen en Groenland. Europese landen waar het voorkomt zijn: Zweden, Noorwegen, Groot-Brittannië, Zwitserland, Oostenrijk, Spanje, Frankrijk, Finland, Denemarken, Estland, België, Duitsland, Slovenië, Ierland, Portugal, Nederland en Polen. Het komt zeldzaam voor in Nederland en staat op de rode lijst in de categorie 'Ernstig Bedreigd'.  

## Foto's

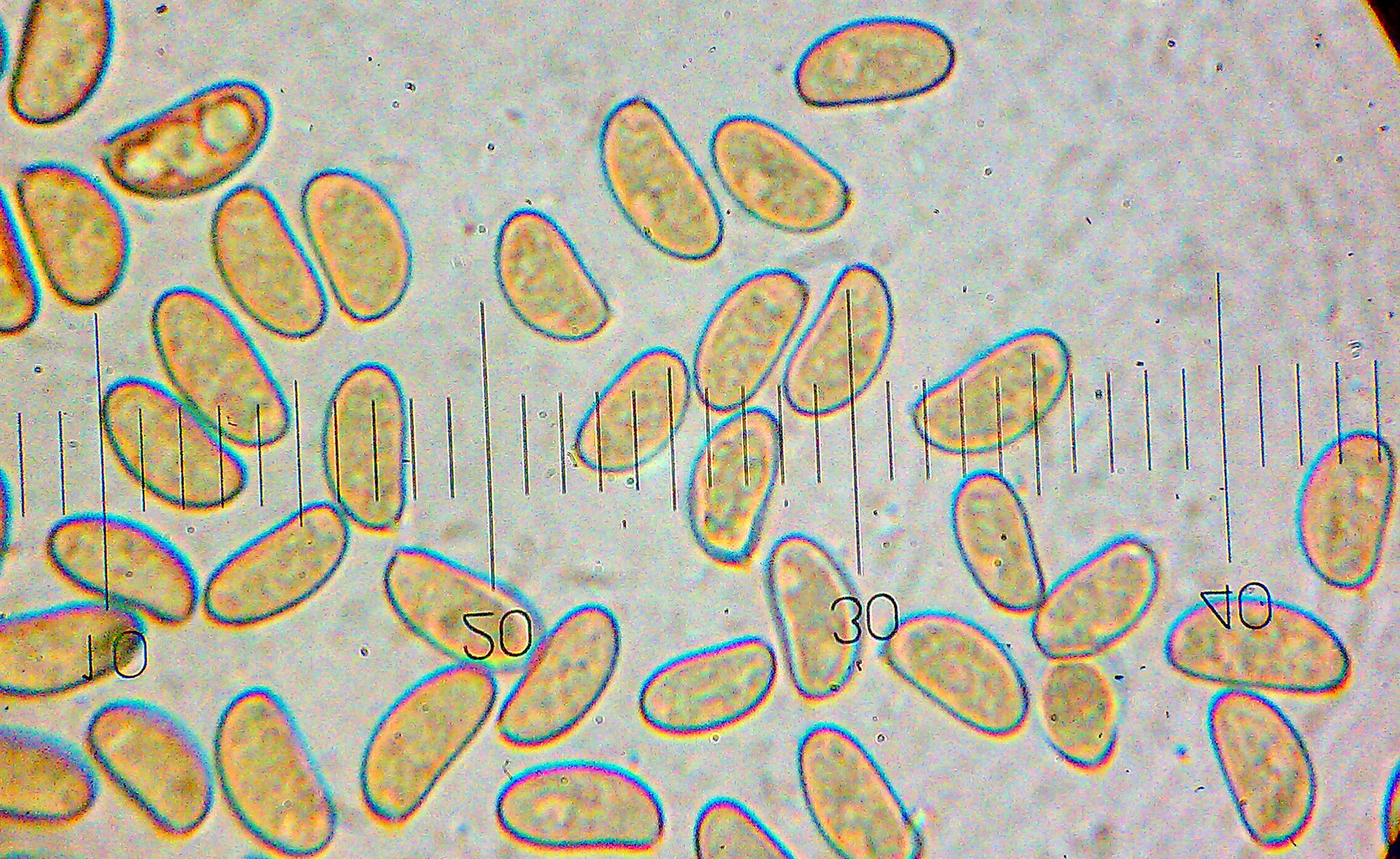
Sporen
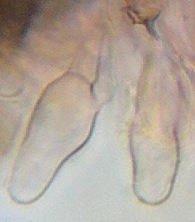
Cheilocystidia